# 인천 세관 구 창고와 부속동
인천 세관 구 창고와 부속동(仁川稅關舊倉庫―附屬棟)은 대한민국의 국가등록문화재이다.

## 설명
구 창고는 1911년 지어진 적벽조(赤壁組) 건물이다. 인중로에 접한 창고군이 수인선 신포역의 출구 부지에 저촉되어, 건설사인 대우건설에서는 2010년 11월 22일 1개동을 제외한 나머지 창고 2채를 모두 철거하였다. 남은 1개동도 2011년 중 철거할 예정이었으나, 보존 여론이 확산되고 같은 해에 도면이 발견되는 등 복원이 결정되어, 2012년 9월 4면의 벽체를 해체분리한 뒤 항구 방향으로 40m 후퇴하여 다시 짓는 방식으로 복원하였다. 창고를 이전한 장소에는 구 선거계·화물계 사무실이 같이 위치한다.
구 선거계 사무실, 구 화물계 사무실 또한 붉은 벽돌 건물로, 좌우 대칭의 균형미를 보여주고 있다.

## 사진

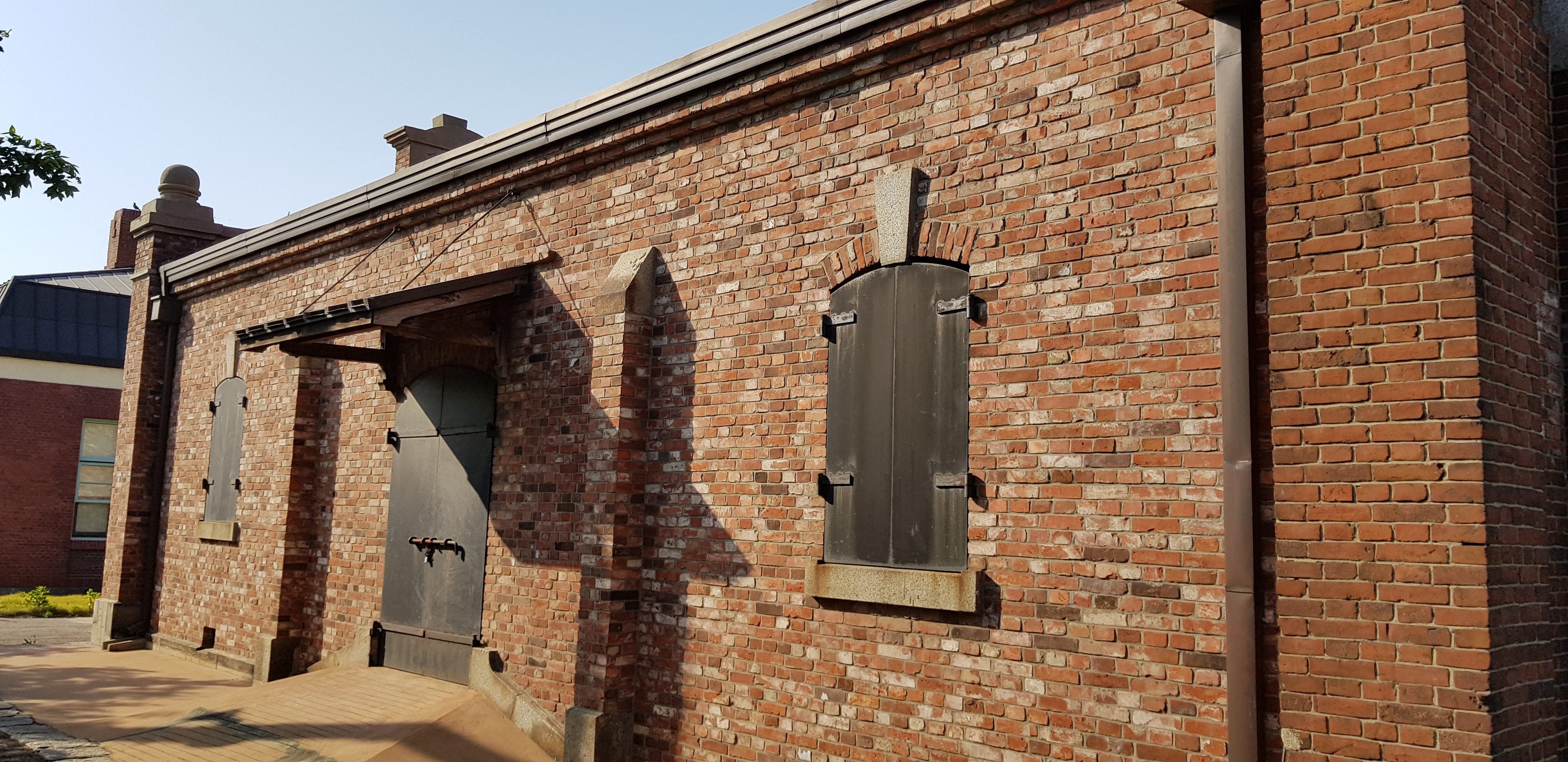
정문
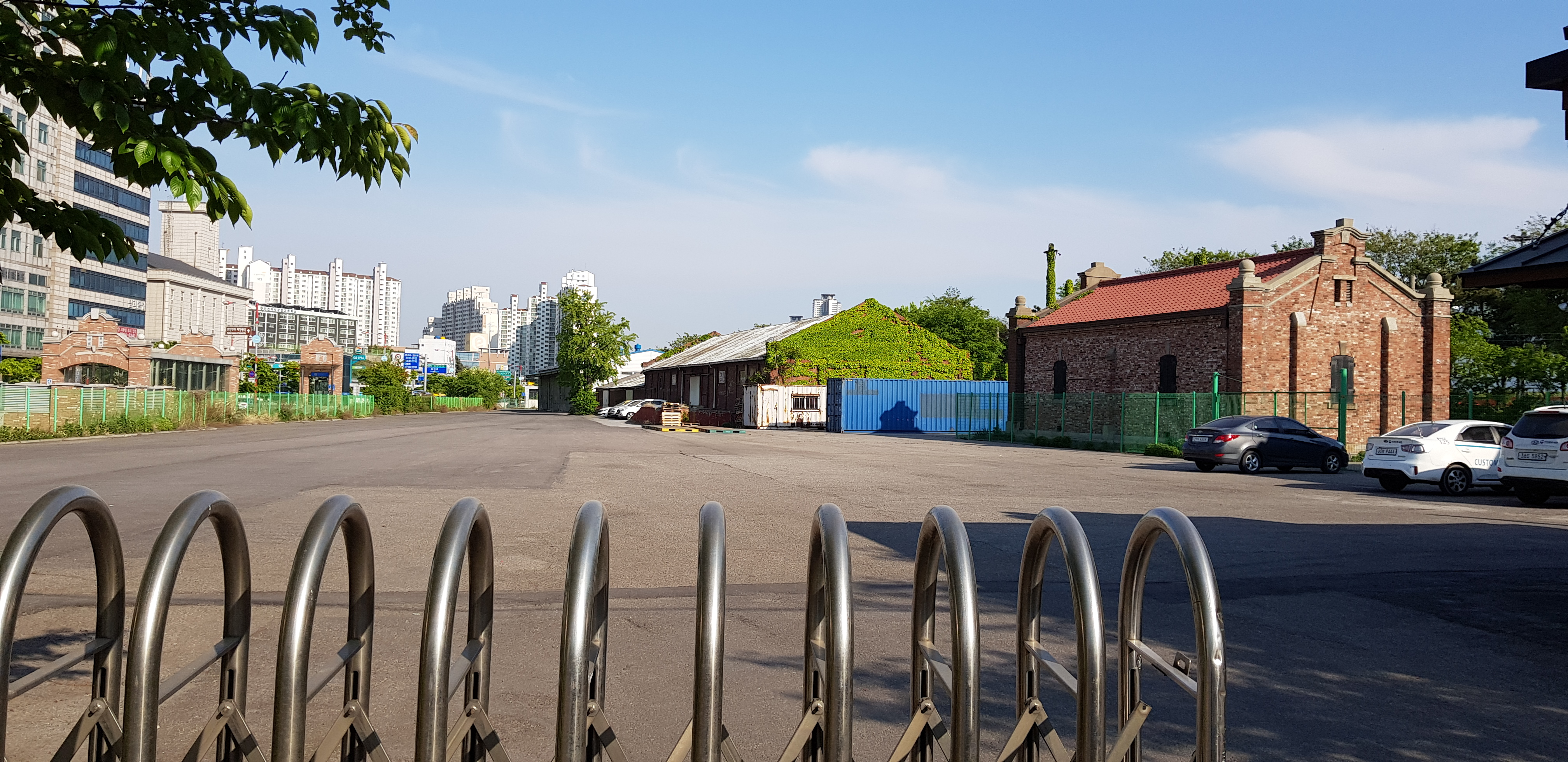
주차장을 사이에 둔 창고(오른쪽)와 신포역 2번 출입구. 신포역 2번 출입구는 창고의 모습을 본따서 만들어졌다.